# Булуки

Булуки (укр. Булуки) — село,
Камышнянский поселковый совет,
Миргородский район,
Полтавская область,
Украина.
Код КОАТУУ — 5323255401. Население по переписи 2001 года составляло 30 человек.
Село указано на трехверстовке Полтавской области. Военно-топографическая карта.1869 года как хутор без названия

## Географическое положение
Село Булуки находится у одного из истоков реки Озница,
примыкает к селу Шульги.